# Zlatibor (oraș)
Zlatibor (în sârbă Златибор, denumit anterior Kulaševac, Kraljeva Voda și Partizanske Vode) este un oraș situat în comuna Čajetina, Districtul Zlatibor, în partea de vest a Serbiei. La recensământul din 2011, populația orașului Zlatibor a fost de 2.821 de locuitori.
Este o stațiune turistică populară în Serbia. Pe drum și pe calea ferată este conectat cu Užice și Nova Varoš. Se află pe șoseaua care leagă Belgradul cu coasta Muntenegrului și pe calea ferată Belgrad - Bar. 
Orașul se află la coordonatele 43°43′N 19°42′E / 43.717°N 19.700°E.

## Istorie
Regiunea Zlatibor a fost întotdeauna locuită. În preistorie, aici au locuit ilirii, apoi au venit romanii, apoi slavii. Pe vremea regelui Ștefan Nemanja, zonele muntoase din Zlatibor (inclusiv Užice) erau situate în zona administrativă a regiunii Stari Vlah. Primul nume cunoscut al acestei zone a fost parohia Rujno (în sârbă: Рујно). În timpul stăpânirii turcești, parohia din Rujno a continuat să existe ca unitate administrativă și a făcut parte din Sangeacul Semendria, care făcea parte din Eyaletul Rumelia.
Numele original al orașului a fost Kulaševac. În august 1893, regele Alexandru I Obrenović a venit la Kulaševac (în sârbă Кулашевац) și a construit o fântână numită Kraljeva česma (Краљева чесма, „Fântâna regelui”). În onoarea contribuției regelui Alexandru I, Kulaševac a fost redenumit Kraljeva Voda (Краљева Вода, "Apa regelui").  
În 1903, regele Petru I Karađorđević a construit o vilă în acest loc, contribuind la consolidarea tendinței crescânde de transformare a versanților din jurul orașului Kraljeva Voda într-un loc de vacanță. 
După al doilea război mondial, Kraljeva Voda a fost redenumit ca Partizanske Vode (Партизанске Воде, "Apele partizanilor") în 1946. Schimbarea numelui a fost din respect pentru partizanii iugoslavi răniți din munții Zlatibor care au fost uciși de armata Germaniei naziste în noiembrie și decembrie 1941, în timp ce se recuperau în spitalul principal din Palisad, în partea de nord a orașului Kraljeva Voda.  
În 1995, Partizanske Vode a fost redenumit Zlatibor, după numele regiunii muntoase din apropiere care sprijină economia orașul.

## Geografie
Comuna Čajetina, din care face parte orașul Zlatibor, este situată în sud-vestul Serbiei, la granița cu Bosnia și Herțegovina (Republika Srpska). În nord se învecinează cu orașul Užice, în est cu comuna Arilje, la sud-est cu comuna Nova Varoš și la sud cu comuna Priboj. Are o suprafață de 647 kilometri pătrați, iar densitatea este de 22,8 locuitori pe km2. Cea mai mare parte a teritoriului comunei este deluroasă și muntoasă și este locuită între 600 și 1100 m deasupra nivelului mării.
Datorită compoziției geologice a terenului, zona este bogată în izvoare, dar și în ape subterane. Apele subterane sunt prezente în special în orașul Zlatibor și în împrejurimile sale.

## Climat
Zlatibor are un climat continental umed (clasificarea climatică Köppen: Dfb). 
| Date climatice pentru Zlatibor | Date climatice pentru Zlatibor | Date climatice pentru Zlatibor | Date climatice pentru Zlatibor | Date climatice pentru Zlatibor | Date climatice pentru Zlatibor | Date climatice pentru Zlatibor | Date climatice pentru Zlatibor | Date climatice pentru Zlatibor | Date climatice pentru Zlatibor | Date climatice pentru Zlatibor | Date climatice pentru Zlatibor | Date climatice pentru Zlatibor | Date climatice pentru Zlatibor |
| Luna                           | Ian                            | Feb                            | Mar                            | Apr                            | Mai                            | Iun                            | Iul                            | Aug                            | Sep                            | Oct                            | Nov                            | Dec                            | Anual                          |
| ------------------------------ | ------------------------------ | ------------------------------ | ------------------------------ | ------------------------------ | ------------------------------ | ------------------------------ | ------------------------------ | ------------------------------ | ------------------------------ | ------------------------------ | ------------------------------ | ------------------------------ | ------------------------------ |
| Maxima medie °C (°F)           | 1.2 (34,2)                     | 4.1 (39,4)                     | 9.0 (48,2)                     | 12.5 (54,5)                    | 17.3 (63,1)                    | 20.8 (69,4)                    | 23.0 (73,4)                    | 23.2 (73,8)                    | 19.9 (67,8)                    | 14.8 (58,6)                    | 7.5 (45,5)                     | 2.9 (37,2)                     | 13,02 (55,43)                  |
| Media zilnică °C (°F)          | −2.1 (28,2)                    | 0.3 (32,5)                     | 4.5 (40,1)                     | 7.7 (45,9)                     | 12.3 (54,1)                    | 15.7 (60,3)                    | 17.7 (63,9)                    | 17.7 (63,9)                    | 14.6 (58,3)                    | 10.1 (50,2)                    | 4.0 (39,2)                     | −0.1 (31,8)                    | 8,53 (47,36)                   |
| Minima medie °C (°F)           | −5.4 (22,3)                    | −3.5 (25,7)                    | 0.0 (32)                       | 3.0 (37,4)                     | 7.4 (45,3)                     | 10.7 (51,3)                    | 12.4 (54,3)                    | 12.3 (54,1)                    | 9.3 (48,7)                     | 5.4 (41,7)                     | 0.5 (32,9)                     | −3.1 (26,4)                    | 4,08 (39,35)                   |
| Precipitații mm (inches)       | 67 (2.64)                      | 59 (2.32)                      | 60 (2.36)                      | 75 (2.95)                      | 100 (3.94)                     | 99 (3.9)                       | 89 (3.5)                       | 74 (2.91)                      | 78 (3.07)                      | 77 (3.03)                      | 86 (3.39)                      | 76 (2.99)                      | 940 (37,01)                    |
| Sursă: Climate-Data.org        |                                |                                |                                |                                |                                |                                |                                |                                |                                |                                |                                |                                |                                |

## Economie
Orașul se află la aproximativ 10 kilometri de vârful Tornik, un munte popular printre pasionații de schi. Un telescaun care se întinde pe 9 kilometri (5,6 mi) și leagă centrul orașului Zlatibor de stațiunea de schi Tornik era în 2019 în construcție.
Obudojevica, sau Obadovica și Obudovica, este un district al orașului Zlatibor. Înainte aici au fost doar pășuni spațioase, dar astăzi au fost construite zgârie-nori și hoteluri. Întreaga zonă a fost numită după pârâul care curgea acolo, iar astăzi face parte din canalizarea orașului Zlatibor. Obudojevica este popular pentru pârtiile sale de schi.

## Date demografice
La recensământul din 2011, populația orașului Zlatibor a fost de 2.821 de locuitori.
În localitatea Zlatibor au trăit 1834 de locuitori adulți, iar vârsta medie a populației a fost de 37,0 ani (36,3 ani pentru bărbați și 37,7 ani pentru femei). În localitate au fost 811 gospodării, iar numărul mediu de membri pe gospodărie a fost de 2,89.
Această așezare este locuită în mare parte de sârbi (conform recensământului din 2002), iar în ultimele trei recensăminte s-a observat o creștere a numărului de locuitori.
La recensământul din 2002 a fost înregistrat și un român (0,04% din populație).